# Britto PM
Britto PM, (sinh ngày 15 tháng 3 năm 1993) là một cầu thủ bóng đá người Ấn Độ từ Pozhiyoor, Thiruvananthapuram, Kerala, Ấn Độ thi đấu ở vị trí tiền vệ/tiền đạo cho Churchill Brothers SC.

## Sự nghiệp
Năm 2010, đại diện duy nhất của Kerala ở I-League Viva Kerala FC, ký hợp đồng với Britto cho đội trẻ từ U-19 Kerala. Sau đó Viva Kerala giải thể, Quartz SC ký hợp đồng với Britto cùng các cầu thủ khác .
Năm 2014, Britto gia nhập Indian Navy, đại diện của Services ở mùa giải 2014–15, 2015–16, 2016–17 của Santosh Trophy và Đại hội Thể thao Quốc gia Ấn Độ 2015.

## Thống kê sự nghiệp
Tính đến 15 tháng 4 năm 2018
| Câu lạc bộ            | Mùa giải            | Giải vô địch        | Giải vô địch | Giải vô địch | Cúp Liên đoàn | Cúp Liên đoàn | Cúp Quốc gia | Cúp Quốc gia | Châu lục | Châu lục  | Tổng    | Tổng      |
| Câu lạc bộ            | Mùa giải            | Hạng đấu            | Số trận      | Bàn thắng    | Số trận       | Bàn thắng     | Số trận      | Bàn thắng    | Số trận  | Bàn thắng | Số trận | Bàn thắng |
| --------------------- | ------------------- | ------------------- | ------------ | ------------ | ------------- | ------------- | ------------ | ------------ | -------- | --------- | ------- | --------- |
| Churchill Brothers SC | 2017–18             | I-League            | 12           | 1            | —             | —             | —            | —            | —        | —         | 12      | 1         |
| Churchill Brothers SC | Tổng                | Tổng                | 12           | 1            | 0             | 0             | 0            | 0            | 0        | 0         | 12      | 1         |
| Tổng cộng sự nghiệp   | Tổng cộng sự nghiệp | Tổng cộng sự nghiệp | 12           | 1            | 0             | 0             | 0            | 0            | 0        | 0         | 12      | 1         |